# Bèze (Fluss)
Die Bèze ist ein rund 31 km langer Fluss im Département Côte-d’Or in der Region Bourgogne-Franche-Comté in Frankreich, der in Bèze entspringt und bei Vonges in die Saône mündet.

## Geografie

### Source de la Bèze

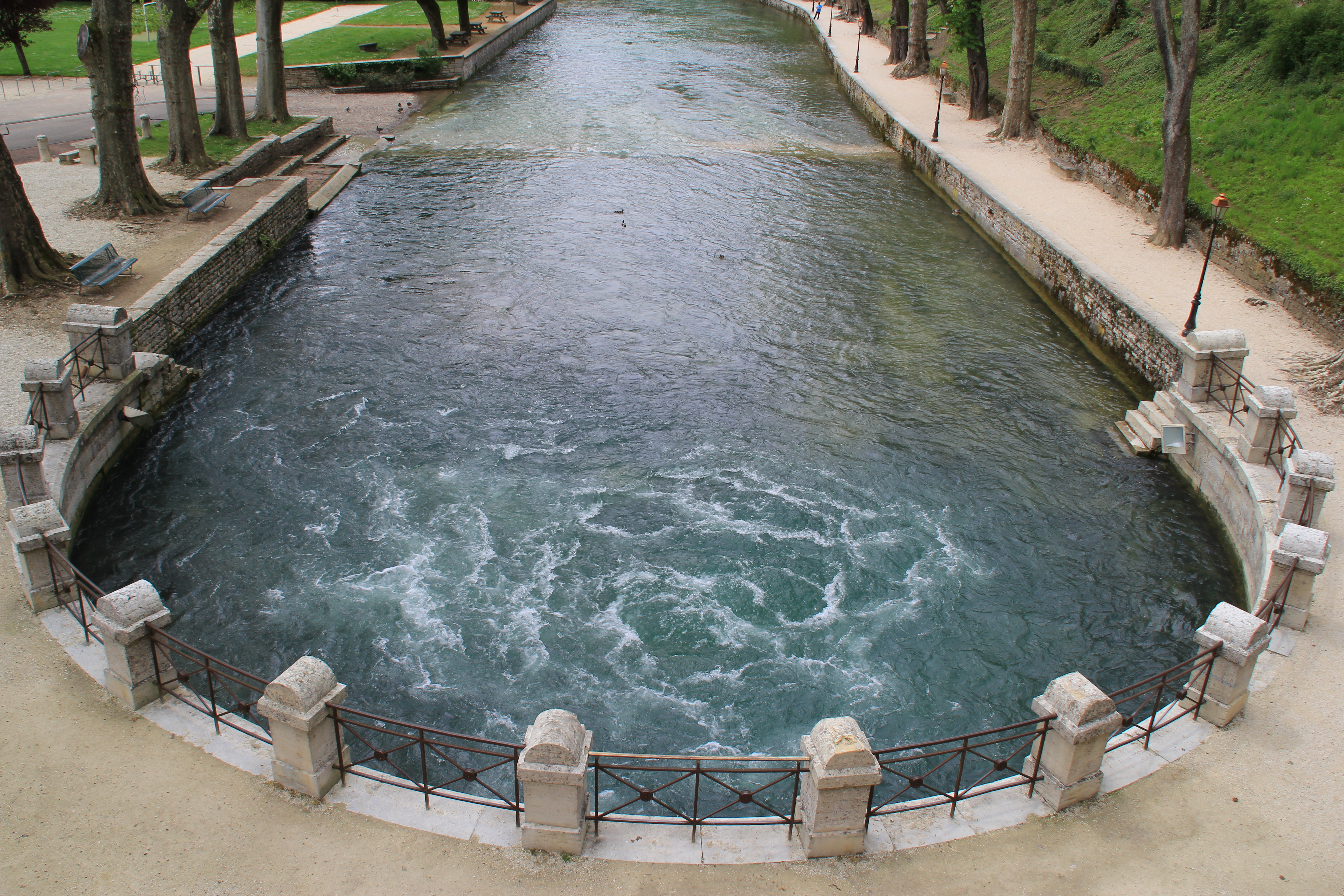
Die Source de la Bèze

Die Source de la Bèze (dt. Quelle der Bèze) befindet sich inmitten des Ortes Bèze. Diese starke Karstquelle war der Anlass für die Besiedlung des Gebiets und Entstehung des Ortes. Ihre Schüttung beträgt durchschnittlich 3810 Liter pro Sekunde und kann auf 18.000 l/s ansteigen. Das Quellwasser der Source de la Bèze stammt von den in der Nähe fließenden Flüssen Tille und Venelle, die im Nordwesten teilweise versickern. Die Quelle wurde in ein etwa 20 Meter breites, halbrundes Becken gefasst, in dem bei größerer Schüttung ein starkes Sprudeln auftritt.

### Verlauf
Die Bèze verläuft in vorwiegend südöstliche Richtung. In Mirebeau-sur-Bèze unterquert sie die Départementstraße 70. Südlich von Vonges mündet sie als rechter Nebenfluss in die Saône.

### Zuflüsse
- Chiron (links)
- Ruisseau de la Venelle (rechts)
- Albane (links)

### Orte am Fluss
- Bèze
- Noiron-sur-Bèze
- Mirebeau-sur-Bèze
- Bézouotte
- Marandeuil
- Drambon
- Vonges